# Capron (Virginie)
Pour les articles homonymes, voir Capron.
La ville américaine de Capron est située dans le comté de Southampton, dans l’État de Virginie. Lors du recensement de 2000, sa population s’élevait à 167 habitants.

## Source
- (en) Cet article est partiellement ou en totalité issu de l’article de Wikipédia en anglais intitulé « Capron, Virginia » (voir la liste des auteurs).